# 56–60 High Street (Dunbar)

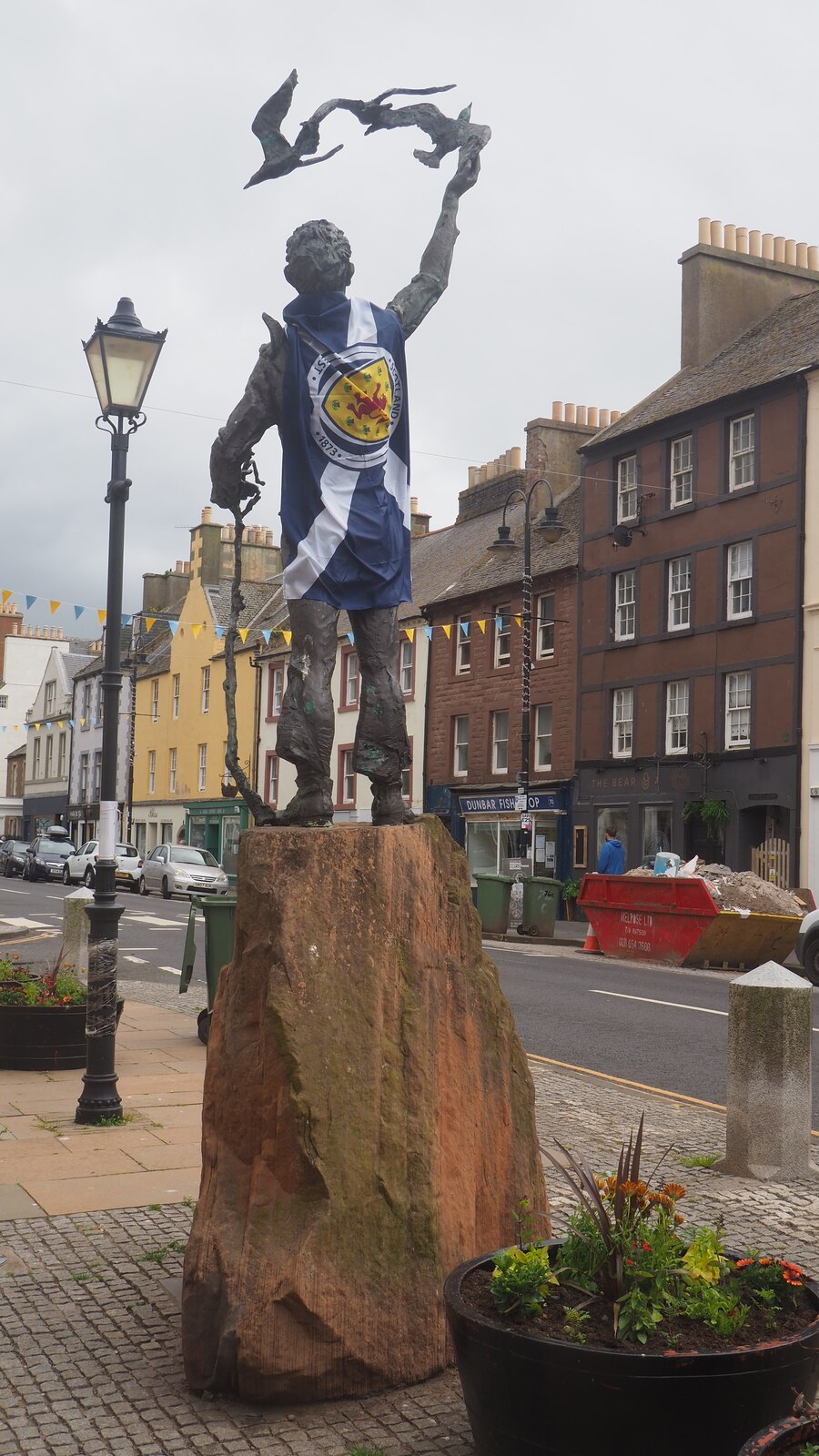
Blick entlang der High Street. Hausnummer 56–60 ist das orangefarbene Gebäude links der Statue.

Unter der Adresse 56–60 High Street in der schottischen Stadt Dunbar in der schottischen Council Area East Lothian befindet sich ein Wohn- und Geschäftsgebäude. 1971 wurde das Bauwerk in die schottischen Denkmallisten in der höchsten Kategorie A aufgenommen. Des Weiteren bildet es zusammen mit mehreren umliegenden Gebäuden ein Denkmalensemble der Kategorie B. Das Gebäude stammt aus dem Jahr 1743.

## Beschreibung
Das dreistöckige Wohn- und Geschäftsgebäude befindet sich im Zentrum von Dunbar. Es liegt direkt an der High Street, der Hauptstraße der Stadt, gegenüber der Einmündung des Cossars Wynd. Die ostexponierte Frontseite ist verputzt und vier Achsen weit. Mittig, zwischen den Schaufenstern, führt ein segmentbögiger Durchgang mit eisernem Tor auf den Innenhof und bietet einen Zugang zu den rückwärtigen Gebäuden. In den Obergeschossen sind zwölfteilige Sprossenfenster verbaut. Mittig ragt ein Kreuzgiebel mit giebelständigem Kamin auf. Mit Ausnahme von zwei Ochsenaugen ist er unverziert.
An der Gebäuderückseite tritt ein Treppenturm mit einer Wendeltreppe hervor. Als Lichteinlässe sind dort kleine Fenster verbaut. Ein gravierter Stein an einer Türe weist das Baujahr aus. Das Gebäude schließt mit einem schiefergedeckten Dach. Zur Rückseite weisen zwei Dachgauben. Rückwärtig schließen zwei Außengebäude an. Sie sind einstöckigen und schließen mit Ziegeldächern.